# PAN.OPTIKUM
El teatro de acción PAN. OPTIKUM es una compañía de teatro con sede en Friburgo de Brisgovia, Alemania.

## Historia
En el año 1982, Nesa Gschwend y Frank Niemöller fundaron el grupo PAN. OPTIKUM en Berlín con el fin de mostrar performances en el espacio público. El nombre PAN. OPTIKUM deriva del panopticon de los años 20, ubicado cerca del lugar de la fundación, en el que se exhibían personas, poniéndolas en ridículo, sin su consentimiento propio. Ya desde un principio, PAN. OPTIKUM representó esculturas de hombres y se exhibió a sí mismo en diferentes festivales y galerías. En 1983, después de una larga estancia en Indonesia, Nesa Gschwend y Frank Niemöller realizaron por primera vez un gran montaje en el mercado del ayuntamiento (Rathausmarkt) de Hamburgo. Esta instalación constituyó para Nesa Gschwend el comienzo de las grandes figuras de viento que fueron durante mucho tiempo la marca de PAN. OPTIKUM. En 1986, Nesa Gschwend abandonó la compañía y regresó a Suiza y en lo sucesivo se dedicó a sus propios performances en solitario y a sus proyectos de arte.
Después de que en los años 60 y 70 se formaron muchas compañías de teatro independientes como modelo opuesto a la cultura predominante de los Teatros metropolitanos, en los años 80 continuó una nueva ola de fundaciones de teatros y teatros de calle en Europa. En España por ejemplo nació el grupo "La Fura dels Baus", en Francia la compañía "Royal de Luxe" y en Ámsterdam el grupo "Dogtroep".
Con la entrada de Sigrun Fritsch, en 1988 y de Ralf Buron en 1989 a la compañía, se concedió más prioridad a las puestas en escena. Los modelos fueron ahora escenografías en el espacio público en el que retomaron las ideas de los años 20 del Bauhaus de Dessau y se orientaron en la asociación de la arquitectura y del arte figurativo.
En esta época surgieron las primeras grandes producciones como por ejemplo la que trataba de Max Ernst con las que PAN. OPTIKUM fue invitado al festival de World de Atlanta.
A principios de los años 90 trasladaron la sede a Friburgo de Brisgovia. Ahí se establecieron las bases de un desarrollo concepcional con producciones como Amor y Muerte, una puesta en escena de dos óperas barrocas junto a la orquesta barroca de Friburgo y el Oratorio de Navidad de Bach. 
En 1999 la compañía se fusionó con “Nachtwerk” de Stuttgart, el grupo de pirotecnia en torno a Karl Rechtenbacher y que desarrolló en el año de Goethe la obra de calle Prometheus. Junto al nuevo miembro de la compañía Matthias Rettner se crearon y se representaron obras para varios miles de personas. Con estas escenografías, la compañía que estaba formado por casi 40 personas, fue invitada desde 2003 a grandes festivales de teatro en Europa y Latinoamérica, como por ejemplo en el Sziget Festival de Budapest, en el Festival de Glastonbury en Inglaterra, en la Fira de Tárrega en España, en el Festival de Caracas, así como también en el Festival Internacional Santiago a Mil en Chile, en el Festival Iberoamericano de Teatro de Bogotá, en el Festival Internacional Cervantino en Guanajuato y en el Festival de Guadalajara en México entre muchos otros lugares.

## Obras
- IL CORSO, una escenificación del Libro de las Preguntas de Pablo Neruda que se representó entre 2001 y 2007 en más de 100 ciudades de Europa y Latinoamérica.
- ORFEO, una obra sobre el fracaso del amor, por encargo de Gerard Mortier que se estrenó en 2004 en la RuhrTriennale.
- The CIVIL warS, una ópera de Philip Glass, se mostró en colaboración con el Teatro de Friburgo bajo la dirección de Amélie Niermeyer para la inauguración de la temporada.
- Sensación de Balón, una obra que, tratando el tema del fútbol, se desarrolló por encargo del Gobierno alemán como parte oficial del programa cultural del Campeonato Mundial del Fútbol de 2006 y que actuaba como invitado en diferentes ciudades con estadios, al igual que en 2007 en Salamanca, España.
- Medea.Voces es una puesta en escena de la novela de Christa Wolf y autorizada por la escritora. Se llevó al teatro en 2007 bajo la dirección de Barbara Mundel con la colaboración del Teatro de Friburgo.
- Una escenificación de la Carmina Burana de Carl Orff que inauguró la temporada del Teatro de Basilea en septiembre de 2008 bajo la dirección de Georges Delnon.
- TRANSITion, una puesta en escena basada en la obra Ni el sol ni la muerte pueden mirarse de frente de Wajdi Mouawad y desarrollada en colaboración con el grupo catalán EFIMER y con el escenógrafo Llorenç Corbella.

## Premios
- 2002: Primer premio por IL CORSO como mejor producción al aire libre en el Festival Internacional de teatro de calle en Holzminden.
- 2005: Premio cultural de Baden-Wurtemberg.
- 2006: Primer premio por ORFEO como mejor obra al aire libre en la Fira de Tàrrega en España.
- 2008: Premio cultural de "Mixed Up" 2008 (Concurso nacional de cooperación entre escuelas y cultura) por el proyecto juvenil Being Tween.

## Enlaces
- página oficial de la compañía de teatro de acción PAN. OPTIKUM
- lista de teatros de Alemania

- Datos: Q422699